# Shaolin Karate
Shaolin Karate ist ein Kampfkunst-System, das als Synthese aus dem von Gerard Karel Meijers geschaffenen Chan-Shaolin-Si (Drachenstil) und modernem Karate-Do in den 1970er und 1980er Jahren von Willy Horstmann begründet worden ist.
Willy Horstmann verstarb im Juli 2014.

## Geschichte
Shaolin-Si gelangte in den 1950er Jahren durch Chen Tao Tze (Tze-Gerard Karel Meijers, auch Prinz Ganjuuryn Dschero Khan Chen Tao; * 28. August 1928 am Fluss Onon in der Bucht von Ulan Bator) nach Europa (Niederlande), der hier das Shaolin Kempo begründete. Die asiatischen Trainingsmethoden sind in Europa jedoch kaum praktikabel (Europäer sind in der Regel nicht in der Lage, mehr als 2–4 Stunden täglich zu trainieren), und somit treten zwangsläufig Defizite auf. Aus diesem Grund führte Meijers’ Schüler Willy Horstmann in den 1980er Jahren Karate-Do (das sich seinerseits aus der Shaolin-Kampfkunst entwickelt hatte) als grundschulmäßiges Training ein, worauf in höheren Lehrstufen Shaolin-Si-Training und -Techniken aufbauen.
Das in den Niederlanden und West-Deutschland gelehrte Shaolin-Karate ist nicht dasselbe wie das amerikanische Shaolin Kempō Karate (manchmal auch nur Shaolin Karate genannt), das ein ähnliches Konzept aufweist, aber andere Wurzeln hat, wie insbesondere Kara-Ho Kempō Karate, das über Hawaii in die USA gelangte.

## Inhalte
- Grundschul-Karate (Grundschulbewegungslehre als archetypische Basis)
- Shaolin Kempō (von Shifu Tse Meijers adaptiertes Kempō-Kampfsystem)
- Pokkeck („Chinesisches Boxen“, oder „Tempelboxen“, das antike harte Kampfsystem der Shaolinmönche)
- Wu-Dang Tai-Keck (Kampf-Tai-Chi)

Shaolin Karate verzichtet auf Wettkampf-Turniere und ist kein „Sport-Karate“, sondern versteht sich als Kampf-„Kunst“, deren letztes Ziel die Vervollkommnung der Persönlichkeit, die Einheit des Körperlichen und Geistigen, die Einheit von Yin und Yang ist.